# Яшар Халіт Чевік
Яшар Халіт Чевік (Народився в 1955 в Ґельджюку) — турецький дипломат.Постійний представник Туреччини при Організації Об'єднаних Націй (2012-2016).

## Біографія
Він випускник факультету політології Університету Анкари (рік випуску —1978). 
З 1979 працював в Kültür İşleri-İkili Ekonomik İşler Dairesi, з 1981 — в посольстві Туреччини в Хартумі, з 1983 — консул в Штутгарті, з 1989 — консул в Афінах, в 1995–1997 — консул у Цюриху, в 2004–2009 — посол в Сирії
З 2012 до жовтня 2016 року був Постійним представником Туреччини при Організації Об'єднаних Націй.
з 2019 — голова Спеціальної моніторингової місії ОБСЄ в Україні.